# Юрченко Віра Степанівна
Віра Степанівна Юрченко (12 березня 1922, м. Грозний  — 6 вересня 1991, м. Суми) — художниця, графік, декоратор. Створила графічну Шевченкіану — серію робіт «По шевченківських місцях Сумщини». Дружина художника Семена Мойсейовича Блайваса. Мати мистецтвознавиці Надії Семенівни Юрченко.

## Життєпис
Віра Степанівна Юрченко народилася 12 березня 1922 року в м. Грозний (РФ).
1944 року закінчила декоративно-театральний факультет Бакинського художнього училища (вчитель з фаху Микаїл Абдулаєв).
Навчалася в Харківському художньому інституті за фахом художника станкової графіки (викладачі з фаху М. Дерегус, В. Мироненко, Й. Дайц, М. Фрадкін), після закінчення якого була направлена на роботу до Львова.
На запрошення директорки Сумського художнього музею О. І. Маршали переїхала до Сум, працювала науковим співробітником музею (1952—1955), потім — художником-постановником у музично-драматичному театрі імені М. Щепкіна.
Учасниця республіканських та обласних художніх виставок (від 1952).
На початку 1950-х рр. разом з Я. Д. Красножоном, М. Д. Бончевським, С. М. Блайвасом була ініціаторкою створення Товариства сумських художників, на базі якої згодом була утворена обласна організація Спілки художників України.
Викладала графіку у студії образотворчого мистецтва при обласному Будинку народної творчості.
У 1970—1980 рр. брала активну участь в роботі Сумського клубу екслібрисистів та любителів графіки.
Твори зберігаються в Сумському обласному художньому музеї імені Никанора Онацького, Роменському краєзнавчому музеї, Національному музеї Тараса Шевченка (Київ), Шевченківському національному заповіднику (Канів), приватних колекціях Італії, Польщі, Німеччини, також у галереї П'єра Робера (Люксембург).
Померла Віра Степанівна Юрченко в Сумах 6 вересня 1991 року, похована на Петропавлівському кладовищі.

## Творчість
Авторка понад 300 творів живопису та графіки.
Працювала в галузі сценографії та станкової графіки (офорт, ліногравюра, автолітографія, монотипія, акварель). Авторка понад 30 екслібрисів, більшість яких виконана в техніці ліногравюри.
Протягом всього життя майстриню цікавила мистецька та поетична творчість Т. Г. Шевченка, його особистість. У 1950—1960-ті роки художницею була створена графічна серія, присвячена перебуванню Кобзаря на Сумщині. Працюючи над Шевченкіаною, вона вивчала все, що було пов'язано з життям Тараса Григоровича: архіви, літературу, спогади сучасників, подорожувала шевченківськими місцями. Багато цікавого дізналася від сумського краєзнавця і педагога П. А. Сапухіна.

## Твори
Літографії: «Іллінська площа. Ромни», «Шевченківський дуб у селі Андріївка», «Маєток поміщиків Хрущових», «Пейзаж. Лифин», «Будинок сім'ї Залеських», «Місце колишньої садиби Лазаревських», «Гирівка», «Будинок у Кролевці», «Пам'ятник Т. Г. Шевченку у Ромнах», «Лифин. Явір».
У Сумському художньому музеї — серія «Нафтові промисли Баку» (1950), «Спадщанський ліс» (1954), «Розлив» (1965) та інші.